# Nanfan-fördraget

Karta som visar det område som avträddes till den engelska kronan 1701 och den brittiska kronan 1726.

Nanfan-fördraget var ett fördrag som ingicks inom 1701 mellan Irokesförbundet och den engelska kronan. Fördraget fick tilläggsartiklar genom en överenskommelse 1726. 

## Fördragets innehåll
I fördraget, som ingicks i Albany, New York, avträdde Irokesförbundet inom ramen för Covenant Chain, de jaktmarker som de förvärvat genom erövringskrig vilka omfattade stora delar av Mellanvästern, södra Ontario och delar av Pennsylvanien. Irokserna hade dock redan förlorat kontrollen över stora delar av de områden de hävdade äganderättöver till algonkinska stammar vilka med fransk militär hjälp återtagit överhögheten över Ohiolandet.

## Motstridiga anspråk
Det mesta av de marker som irokeserna avträdde ingick i Nya Frankrike och hävdades av många andra indianska grupper, framförallt algonkiner, inte minst shawneer och lenaper. Den engelska kronan öppnade heller inte officiellt området för kolonisation vid denna tidpunkt.